# Bogusław Iwanowski

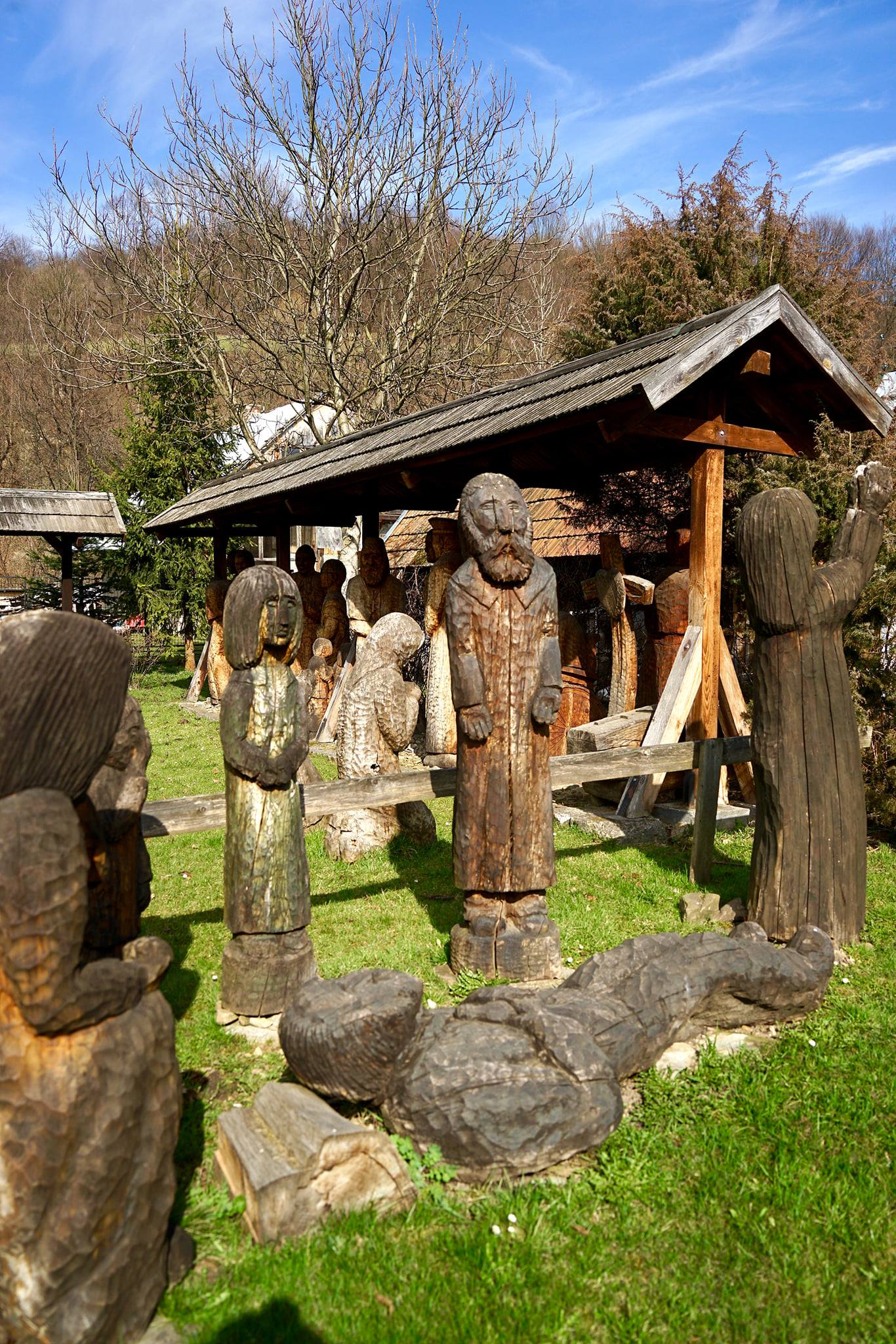
Galeria Quo Vadis w Tyrawie Wołoskiej

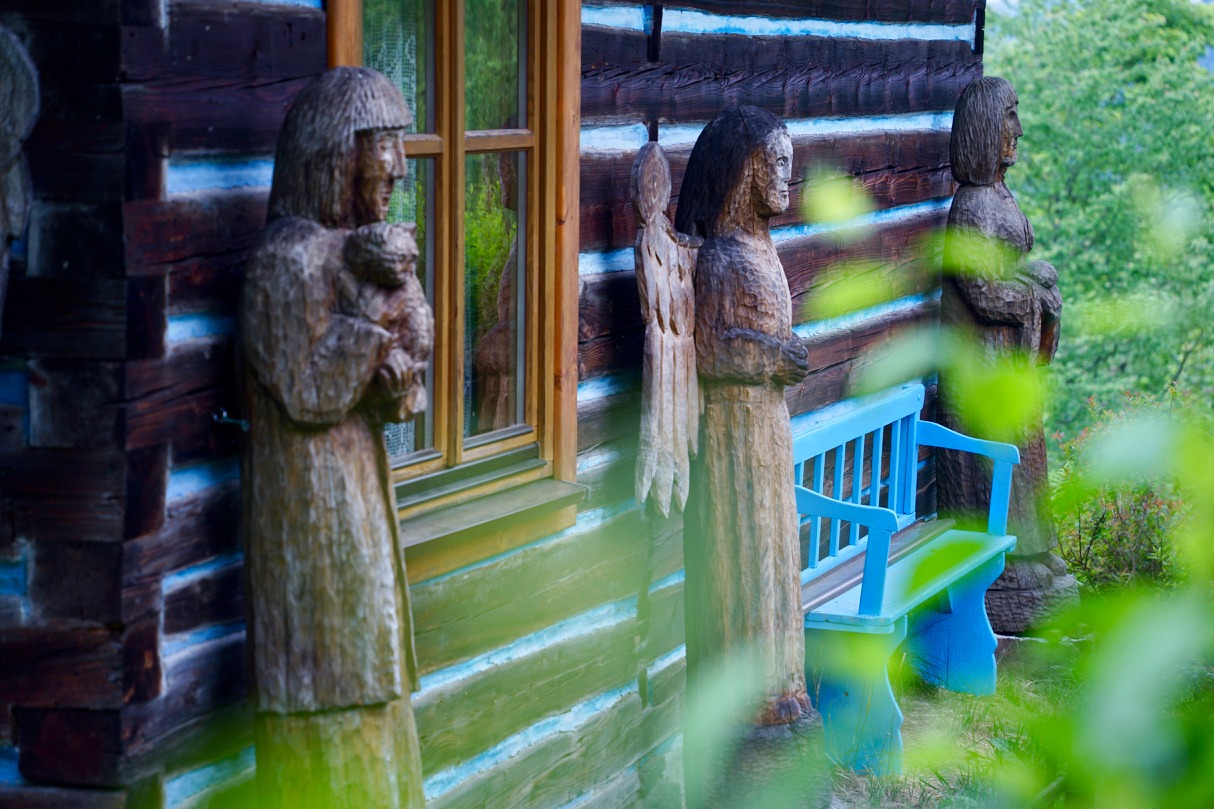
Galeria rzeźb Bogusława Iwanowskiego w Zawoi

Bogusław Iwanowski (ur. 9 marca 1934 w Dorguniu, zm. 29 czerwca 2024 w Tyrawie Wołoskiej) – polski rzeźbiarz i kresowiak, artysta nieprofesjonalny.

## Życiorys
Urodził się we wsi Dorguń w obwodzie grodzieńskim, na terenie ówczesnej II RP, a dzisiejszej zachodniej Białorusi, zamieszkałej w większości przez ludność polską (która po II wojnie światowej nie poddawała się sowietyzacji). W 1956 roku za działalność antyradziecką został skazany na 5 lat ciężkich robót przy budowie Kujbyszewskiej Elektrowni Wodnej na Wołdze (obecnie Żygulowska Elektrownia Wodna) Dzięki amnestii z 1956 r. spędził w obozie pracy tylko 9 miesięcy, zgłaszając oficjalnie chęć wyjazdu do PRL. W 1958 r. przyjechał do Szczecina. Swoje pierwsze rzeźby wystawił na Zamku Książąt Pomorskich w Szczecinie. W 1986 r. po plenerze rzeźbiarskim w Bieszczadach, przeniósł się na stałe na Podkarpacie i zamieszkał w Tyrawie Wołoskiej, gdzie stworzył autorską galerię rzeźby plenerowej „Quo Vadis”. Wyrzeźbił tu między innymi poczet królów i książąt polskich (44 płaskorzeźby), dzieje herbu polskiego – herby królewskie z godłem Polski (30 płaskorzeźb), historię życia papieża Jana Pawła II (25 figur z czarnego dębu), a także dzieje życia Józefa Piłsudskiego (20 rzeźb). Jego rzeźby znajdują się w wielu muzeach, galeriach i zbiorach prywatnych. Wystawiał prace we Francji, Brukseli, Szwajcarii, Niemczech oraz Stanach Zjednoczonych. Mini-galerię jego posągowych rzeźb stworzyli w Zawoi spokrewnieni z nim Jadwiga Zaręba (córka brata Fryderyka) i jej mąż Janusz Zaręba.

## Odznaczenia
W 2005 roku otrzymał od prezydenta RP Złoty Krzyż Zasługi za zasługi w pracy artystycznej, za działalność na rzecz upowszechniania kultury ludowej.
W 2005 roku, z rąk Burmistrza Miasta Sanoka otrzymał Krzyż Zesłańców Sybiru.
W 2016 r. podczas uroczystości podsumowującej 50-lecie pracy twórczej artysta otrzymał honorowe odznaczenie Brązowy Medal „Zasłużony Kulturze Gloria Artis” za wybitne zasługi na polu kultury.